# 岡村星
岡村 星（おかむら ほし）は、日本の漫画家。女性。福岡県出身。血液型はO型。2008年にデビュー。2021年より『ヤングアニマルZERO』（白泉社）にて『テンタクル』を連載。
夫は漫画家の沙村広明。

## 来歴
アフタヌーン四季賞にて2002年冬のコンテスト、2003年春のコンテスト、2003年夏のコンテストで準入選を受賞。2008年、『MiChao!』（講談社）に作品が掲載されデビューを果たす。
2014年、『ラブラブエイリアン』が第2回フラウマンガ大賞で女の本音賞を受賞。2016年7月、同作がテレビドラマ化され、2017年10月にはドラマの続編が配信された。

## 人物
好きな作家・アーティストはジャック･ケッチャム、古井由吉、クリス･カニンガム。
一番好きな漫画家に土田世紀を挙げている。

## 作品リスト

### 連載
- 誘爆発作（『MiChao!』→『ネメシス』No.1[10] - No.26、全5巻） - 『ネメシス』では第1話より再録掲載
- ラブラブエイリアン（『別冊漫画ゴラク』・『ゴラクエッグ』2013年3月 - 2018年6月[11]、ニチブンコミックス、全4巻） - 並行連載[12]→『ゴラクエッグ』のみで連載[13]
- テンタクル（『ヤングアニマルZERO』創刊号[3][4] - 2023年12月1日号[14]、既刊4巻） - 第3巻以降は電子書籍のみ[15]
- アンチ・ドレス（脚色：沙村広明、『週刊漫画ゴラク』2020年1月24日号[16] - 2020年2月7日号） - 3週集中連載、単行本『樫村一家の夜明け』（岡村星×沙村広明、ニチブンコミックス）に収録
- ミッシングコード（脚色：沙村広明、『週刊漫画ゴラク』2022年4月15日号[17] - 2022年5月6日号） - 4週集中連載[17]、単行本『樫村一家の夜明け』（岡村星×沙村広明、ニチブンコミックス）に収録

### 読み切り
- タイトル不明[注釈 1]（『プリンセスGOLD』2015年9月号「少女漫画ギャグ&コメディ祭」企画[18]）
- タイトル不明（『ビッグコミックスピリッツ』2018年21・22合併号「結婚にまつわるマンガ」特集[19]）
- 樫村一家の夜明け（作画：沙村広明、『週刊漫画ゴラク』2018年5月11日・18日号[20]） - 単行本『樫村一家の夜明け』（岡村星×沙村広明、ニチブンコミックス）に収録

### アンソロジー
- 合コン（2015年2月27日発売[21]） - 『ラブラブエイリアン』の再録[21]

### その他
- 『マコちゃんのリップクリーム』完結記念カラーイラスト（『月刊少年シリウス』2014年12月号[22]）
- 『ダ・ヴィンチ』2016年10月号インタビュー[23]

## 活動
- 岡村星×犬山紙子のゲスラブエイリアン（2014年7月3日[24]） - トークショー[24]

## 評価
講談社コミックプラスの著者紹介によると、2011年に発売された『誘爆発作』の単行本が「目利き早耳の漫画読みから注目を受け、静かな評判を呼んだ」という。「情報誌などでも「注目作」として取り上げられ、徐々に評価の高まっている」という。